# Anagyrine
L’anagyrine, ou rhombinine ou monolupine, est un composé aromatique tétracyclique, de formule C15H20N2O , classé dans les alcaloïdes quinolizidiniques. Ce composé contient outre le noyau quinolizidine, deux noyaux pyridine fusionnés pour former un dipyrido [1,2-a:1', 2'-e] [1,5] diazocine-4-one. Il est présent entre autres dans diverses espèces du genre Lupinus (famille des Fabaceae) poussant dans l'ouest de l'Amérique du Nord. Cette substance a des effets tératogènes chez les herbivores d'élevage, notamment les bovins à certains stades de la gestation.

Cet alcaloïde a été isolé pour la première fois en 1885 par deux biologistes français, Hardy et Gallois, à partir d’Anagyris foetida, l'anagyre fétide, qui en contient dans tous ses organes et surtout dans les graines. Ils lui donnèrent donc le nom d'« anagyrine ».

## Toxicité
L'anagyrine peut provoquer chez le veau nouveau-né un syndrome tératogène, connu en anglais sous le nom de crooked calf disease (maladie du veau difforme). Ce syndrome apparaît lorsque la vache gestante a ingéré au moins 1,44 g/kg de cette substance entre le 40e et le 70e jour de gestation.
Parmi la centaine d'espèces de lupins recensées dans l'ouest de l'Amérique du Nord, seules 23 ont une teneur en anagyrine suffisamment élevée pour être nocives pour le bétail, en particulier les bovins. Ces espèces sont les suivantes  : Lupinus albicaulis, lupinus alpestris, Lupinus arcticus, Lupinus andersonii, Lupinus arbustus, Lupinus argenteus, lupinus burkei, lupinus caudatus, lupinus cyaneus, Lupinus erectus, Lupinus formosus, Lupinus greenei, Lupinus latifolius, lupinus laxiflorus, Lupinus leucophyllus, Lupinus littoralis, lupinus montigenus, Lupinus nootkatensis, Lupinus onustus, Lupinus polyphyllus, Lupinus pusillus, Lupinus sericeus, Lupinus sulphureus,.

La concentration inhibitrice médiane (CI50)  de l'anagyrine est de 132 μM aux récepteurs muscariniques et de 2,096 μM aux récepteurs nicotiniques.